# José Pedro Varela
Pour les articles homonymes, voir Varela.
José Pedro Varela (né à Montevideo (Uruguay) le 19 mars 1845 et mort dans la même ville le 24 octobre 1879) fut un sociologue, journaliste et homme politique uruguayen.
Il entreprit une grande réforme de l'éducation en Uruguay en 1877 connue sous le nom de loi de l'Éducation Commune, réforme qui bouleversa les anciennes méthodes d'enseignement.

## L'homme journaliste

### Les débuts en sociologie et journalisme
Entre 1860 et 1866, il se perfectionne dans les langues étrangères dont le français, l'anglais ou encore l'allemand, et il étudie alors la littérature de ces différentes langues.
En 1865, il commence à publier sous le pseudonyme de Cuasimodo (Quasimodo en espagnol) dans la Revista Literaria (Revue littéraire en espagnol, dont il devient même le principal contributeur) une série d’articles polémiques sur la religion. C'est dans cette même revue qu'il publie un article sur les gauchos (les gardiens de troupeaux) en adoptant le point de vue critique d'un sociologue tel que Domingo Faustino Sarmiento; il dit alors qu'il faut instruire les provinciaux pour que l'instabilité politique se résorbe. Il est donc dès l'âge de 20 ans opposé aux révolutions, disant que seules les révolutions morales et les luttes de la pensée sont utiles au pays ; pour lui, les caudillos sont alliés au despotisme.
La Revista Literaria cesse de paraître en mai 1866, mais dès décembre 1865, il présente sa démission puisque le directeur avait supprimé quelques paragraphes de l’un de ses articles. C'est ce départ de Varela qui marque virtuellement l'arrêt de la publication de la revue. Il atteste par cette action de son adhésion sans faille au principe de la liberté de la presse.
Il participe ensuite au journal El Siglo (Le siècle). Les idées rationalistes de Varela se forment alors avec comme principale influence le chilien Francisco Bilbao. Il dit que l'idéologie catholique est funeste mais que les personnes qui la défendent sont nobles et dignes. Dans son livre L’Église catholique et la société moderne, il affirme même que le peuple ne doit pas croire en une religion mais qu'il doit croire en l'avenir et en la démocratie en ayant uniquement la liberté comme idéal et comme guide.

### Voyages
En 1867, il part, comme beaucoup de personnes ayant la même condition sociale que lui, en Europe, où il s'entretient avec l'écrivain français Victor Hugo sur l'île de Guernesey où il est exilé ; les sujets de discussions sont la démocratie, la liberté de la presse, la guerre de la Triple Alliance, Ses convictions philosophiques sont une première fois consolidées par cette entrevue.
Mais très vite, il part pour les États-Unis d'Amérique où il voit la démocratie fonctionner, où l'éducation des enfants les plus jeunes aux adolescents quasiment adultes est une réalité. C'est durant ce voyage de huit mois que se forge son idéal de l'éducation populaire selon lequel chacun à le droit à l'apprentissage.
De ce voyage, il écrit une abondante correspondance avec le journal El Siglo dans laquelle il décrit ses impressions ; de plus, il publie un recueil de poèmes empruntant au lyrisme de Victor Hugo sous le titre Ecos Perdidos (Échos Perdus en espagnol). C'est aussi aux États-Unis lors de ce voyage qu'il rencontre Sarmiento dont il avait pris le point de vue quelques années plus tôt.
La formation de sa philosophie se termine lors de ces voyages, c'est le positivisme évolutionniste anglais de Herbert Spencer qui prend une place prépondérante dans sa conception du monde.

### Retour au pays
En août 1868, il revient en Uruguay et dès le 2 septembre, il écrit un article intitulé Domingo Sarmiento et la véritable démagogie où il écrit que « le plus grand mal du pays est l'ignorance et que le seul remède est l’école. Elle enseigne le respect de la loi, la connaissance du droit, la vertu et l’honneur. » Quelques jours plus tard, des étudiants créent le Club Universitario (Club Universitaire en espagnol) avec le soutien de leurs professeurs, dans lequel la pensée universitaire s'organise.
Lors de la première réunion de ce club qui se tient le 18 septembre et à laquelle 200 participants appartenant à la classe sociale de l'élite lettrée participent, en plus du thème d'un éducation nationale populaire, Varela commence à parler de la modernisation de l'Uruguay en disant que ses idées ne sont pas originales et qu'elles ont fait leurs preuves aux États-Unis et en Europe. Il établit par exemple que l'égalité entre les classes sociales devant la justice et devant la connaissance doit être une réalité. « Pauvres ou riches, les enfants qui étudieront ensemble sur les mêmes bancs d’école n’auront pas de mépris ou d’antipathie les uns pour les autres. ».
Après cette réunion, il fonde la Sociedad de Amigos de la Educación Popular (Société des amis de l’éducation populaire en espagnol) où il est le secrétaire.
En plus de l'éducation, il défend en tant que journaliste la liberté et la démocratie qui est encore à cette époque très instable, et en tant que sociologue les droits de la femme sont pour lui très importants.

### L'exil et le retour
En 1869, de nouveaux troubles surviennent dans le pays, et le gouvernement de Lorenzo Batlle en profite pour l'arrêter et l'exiler en Argentine. En 1871, il fonde la revue La Paz (La Paix en espagnol) qui sera suivie de El Hijo de la Paz (Le fils de la Paix en espagnol) dans laquelle il critique le gouvernement au pouvoir. Dans un premier temps interdite, la revue est diffusée en Uruguay lorsque Lorenzo Batlle quitta le pouvoir en 1872, Varela retourne en Uruguay dans le même temps. C'est à cette époque qu'il écrit la Educación del Pueblo (L'Éducation du peuple en espagnol) en 1874. Il se maria la même année avec Adela Acevedo, la fille du docteur Eduardo Acevedo et de Joaquina Vázquez, avec qui il a deux enfants.
En 1875, il est candidat à la première magistrature, poste qu'il n'obtint pas.

## L'homme politique

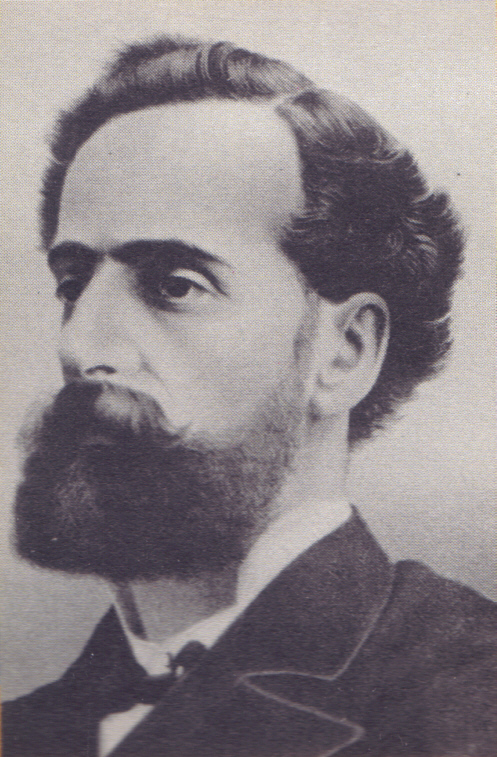
José Pedro Varela

### Ministre d'un militaire
Le 10 mars 1876, le Colonel Lorenzo Latorre prend le pouvoir et initie une nouvelle dictature militaire. Bien que Varela soit un démocrate convaincu, il devient Ministre de l'Éducation pour pouvoir mettre en place les réformes nécessaires au pays. Comme il le dit lui-même, « L'école est la base de la République ; l'éducation, la condition indispensable de la citoyenneté. Toutes les grandes nécessités de la démocratie, toutes les exigences de la République, ont seulement un moyen possible de réalisation : instruire ; instruire ; instruire toujours...  », il met donc à ce moment-là son idéal de liberté en retrait afin de mener à bien ses réformes éducatives pour éviter que des gouvernements semblables se reproduisent dans le futur.
Il écrit donc le livre pédagogique De La Legislación Escolar (De la législation scolaire en espagnol) et il est nommé Directeur général de l’instruction publique et Inspecteur national de l’éducation et pour cette raison, il écrit ses Mémoires dans lesquelles il indique que des fonds spéciaux et stables doivent être attribués à l'École pour que celle-ci évite les crises politiques, que l'administration scolaire doit être décentralisée pour que celle-ci soit stimulée au niveau local, et que l'éducation doit commencer dès les écoles maternelles et se terminer avec les collèges et universités. De plus, il donne à chacune de ces étapes un rôle bien défini :
- Les Jardins d’enfants destinés aux jeunes enfants, doivent proposer des activités (jeux ou travaux) adaptées à leur âge, à leur nature et à leurs centres d’intérêt.
- L'enseignement primaire s’adresse aux enfants de cinq à quinze ans et a un caractère obligatoire. Il doit suivre un ordre rationnel et tenir compte de la capacité d’apprendre de l’enfant. Il est axé sur l’acquisition du savoir et l’emploi du langage, l’exercice et le développement des différentes facultés et aptitudes et l’assimilation des idées et des connaissances de nature à apporter à l’élève.
- L'enseignement secondaire doit porter sur les connaissances utiles aux futurs citoyens.

Il dit aussi que l'École doit être gratuite : « L’État exige que tous les citoyens possèdent certaines connaissances nécessaires à l’exercice de la citoyenneté et, pour répondre à cette exigence, il offre gratuitement à tous les moyens de s’instruire. », qu'elle doit être laïque (alors que la religion catholique est à cette époque la religion officielle) et obligatoire. Par son positivisme, il accorde beaucoup d'importance aux sciences et à leurs apprentissages.

### La loi de l'Éducation Commune
Entre les 1er août 1876 et 1877, Varela écrit un rapport sur l'enseignement en Uruguay, insistant cette fois-ci sur le fait que l'apprentissage se fait uniquement de manière théorique et jamais de manière pratique (il prit l'exemple de la zoologie où les élèves ne voyaient jamais de spécimen réel). Il dit alors que l'école utilise la mémoire des élèves mais pas les autres facultés. De même, il critique l'Universidad Mayor (la seule université de l'Uruguay à cette époque et jusqu'en 1984) en disant que le diplôme que les étudiants recevaient ne correspondait pas à des connaissances qu'ils avaient reçues. Enfin, il établit le constat que 85 % des enfants n'allaient pas à l'école.
Le 24 août 1877, le décret de loi sur l'Éducation Commune est officialisé, il reprend les différentes idées de Varela et s'articule en quatre points. Ce texte emprunte beaucoup aux décrets de lois semblables en Europe.
- L'école primaire est gratuite et obligatoire de cinq à quinze ans ;
- L'éducation se fait principalement à l'aide des sciences et des nouvelles méthodes d'enseignement (c’est-à-dire qu'elle ne se base plus sur la religion catholique) ;
- Les méthodes d'enseignement et les programmes scolaires sont communs à tout le pays ;
- Les cours sont dispensés par un corps enseignant qualifié, c'est-à-dire par des maîtres professionnels.

On peut noter que la laïcité a disparu du décret : à la suite des pressions exercées par la population, Varela a retiré ce dernier point et les parents peuvent inscrire leurs enfants dans des cours de catholicisme. L'apprentissage de la religion devient donc une matière facultative enseignée dans les écoles mais en dehors des cours. L'apprentissage de la langue espagnole est alors renforcé pour permettre une bonne intégration des enfants des nouveaux immigrants européens (venu à la suite de la Grande Guerre). Enfin, l'administration scolaire est décentralisée pour permettre une plus grande participation des citoyens dans la vie de l'École.
Cette réforme a pour but d'instruire les Uruguayens pour que le pays devienne indépendant des puissances européennes comme la France ou le Royaume-Uni. À l'Universidad Mayor, deux nouvelles facultés ouvrent leurs portes, celle de Médecine et celle de Mathématiques respectivement en 1876 et 1877.
En 1878, les anciennes méthodes sont abandonnées et dès le 1er janvier 1879, les maîtres et leurs élèves évaluent la nouvelle méthode. Varela confronta les différents points de vue avec les résultats des deux méthodes et il conclut que la nouvelle méthode est plus adaptée que l'ancienne. Par conséquent, cette nouvelle méthode se substitue définitivement à l'ancienne méthode.

## Une mort brutale
José Pedre contracte une infection pulmonaire qui le tue le 24 octobre 1879 à l'âge de 34 ans. Son frère cadet Jacobo Varela continue alors les réformes scolaires du pays.

## L'héritage de Varela
L'Éducation nationale populaire, gratuite, laïque et obligatoire de l'Uruguay est due à Varela et le fait que la démocratie uruguayenne ait été renforcée et stabilisée vient aussi de cette vision de cet homme qui associa la démocratie à l'éducation alors que le pays était gouverné par des militaires.
En 1934, les Droits de l'enfant renforceront ces textes institutionnels de Varela.

## Œuvres de José Pedro Varela
- La Educación del Pueblo (L’éducation du peuple) en 1874.
- De la legislación escolar (De la législation scolaire) en 1876.
- Memoria (Mémoires) écrites de 1876 à 1878.

## Citations
« L'Éducation, en vérité, est ce qui nous manque; mais, une éducation pour tous, sans distinction de classe sociale, pour illuminer la conscience obscurcie du peuple; une éducation qui nous permettrait de transformer tout enfant en homme et tout homme en citoyen. »

— Conférence de l'Institut de l'Instruction Publique (Instituto de Instrucción Pública), le 18 septembre 1868.

« Ceux qui une fois, se seront trouvés l'un à côté de l'autre sur les bancs de l'École, où ils concourent en utilisant un même droit, s'habitueront à se considérer égaux. »